# Hyloxalus pumilus
Hyloxalus pumilus es una especie de anfibio anuro de la familia Dendrobatidae.

## Distribución geográfica
Esta especie es endémica de la provincia de Azuay de Ecuador. Habita en San Vicente a unos 2987 m de altitud en la Cordillera Oriental.

## Descripción
Los machos miden 16,8 mm y las hembras de 12,4 a 18,1 mm.

## Publicación original
- Rivero, 1991 : New Ecuadorean Colostethus (Amphibia, Dendrobatidae) in the collection of the National Museum of Natural History, Smithsonian Institution. Caribbean Journal of Science, vol. 27, n.º 1/2, p. 1-22[5]